# Wilhelm von Leeb
Wilhelm Josef Franz rytíř von Leeb (5. září 1876, Landsberg am Lech, Německo – 29. dubna 1956, Füssen, Německo) byl veterán první světové války a německý polní maršál za druhé světové války. Jeho mladším bratrem byl generál Emil Leeb (1881–1969).

## První světová válka
Roku 1895 nastoupil do bavorské armády jako důstojnický kadet. Působil jako důstojník dělostřelectva, sloužil v Číně po dobu povstání boxerů. V letech 1907 až 1909 navštěvoval Mnichovskou vojenskou akademii a následně v letech 1909 - 1911 sloužil jako důstojník generálního štábu v Berlíně. Poté byl povýšen do hodnosti kapitána a do roku 1913 sloužil jako velitel dělostřelecké baterie bavorského 10. polního dělostřeleckého pluku v Erlangenu.
Před začátkem první světové války pracoval v generálním štábu bavorského prvního armádního sboru. V období války sloužil v rámci 11. pěchotní divize. Po povýšení do hodnosti majora byl v létě 1916 převelen na východní frontu. Následujícího roku se dostal do štábu korunního prince Ruprechta Bavorského. V první světové válce byl za svoje vojenské úspěchy vyznamenán řádem Maxe-Josefa, což bylo jedno z nejvýznamnějších bavorských vyznamenání, tento řád jej opravňoval používat titul Ritter (rytíř).
Po skončení světové války von Leeb zůstal ve Freikorpsu. V roce 1923 se zúčastnil potlačení nacistického pivního puče. Následně byl velitelem skupinového velitelství 7. V této funkci dosáhl hodnosti generálporučíka. Ve volbách roku 1938 odešel na protest proti Fritschově aféře z armády.

## Druhá světová válka
V září byl povolán Hitlerem zpět, aby velel vojsku, které obsazovalo Sudety. Od léta 1939 stál v čele skupiny armád C, která měla krýt západní frontu, zatímco probíhal útok na Polsko. V době západního tažení, jeho jednotka úspěšně prorazila Maginotovu linii. Za tento úspěch byl v létě roku 1940 povýšen do hodnosti polního maršála a byl mu udělen Rytířský kříž. Na jaře roku 1941 byl pověřen vedením skupiny armád Sever, která pronikla až k Leningradu. Jeho skupina armád měla za úkol postupovat Pobaltskými zeměmi, zajistit přístavy, obsadit Leningrad a podle možnosti dosáhnout Archangelsk. Nejprve se mu sice podařilo postoupit o 900 km, ale před Leningradem byl zastaven silnou obranou. Od října do prosince vedl těžké boje o Tichvin. V důsledku silných protiútoků sovětských vojsk vedených sovětským maršálem Kirillem Mereckovem nemohl zasáhnout do bojů o Moskvu. Němci ztratili přibližně 45 000 vojáků a nepodařilo se jim ani dobýt Leningrad. Leebovi se nelíbilo, jak mu do jeho velení zasahuje Hitler a proto v lednu roku 1942 požádal o uvolnění z funkce. Hitler jeho návrh přijal.

## Norimberské procesy
Poté, co byl polní maršál von Leeb zajat dne 2. května roku 1945 americkými vojsky ve městě Hohenschwangau, strávil následně dva roky v zajetí, kde byl vyslýchán. Dne 13. května roku 1947 s ním byl zahájen soudní proces a stal se jedním z hlavních obžalovaných v procesech s nejvyššími představiteli wehrmachtu. Obžaloba obvinila polního maršála von Leeb z válečných zločinů proti sovětským válečným zajatcům a civilnímu obyvatelstvu. Ze třech bodů obžaloby byl shledán vinným pouze v jednom a byl mu vyměřen trest odnětí svobody v délce 3 roků. Avšak vzhledem k dvěma rokům stráveným v americkém zajetí byl dne 27. října roku 1948 propuštěn na svobodu.

## Pozdější život
Po propuštění strávil polní maršál Wilhelm rytíř von Leeb zbytek svého života v tichosti s rodinou v bavorském městě Füssen, kde také dne 29. dubna roku 1956 zemřel.

## Shrnutí vojenské kariéry

### Data povýšení
- Fahnenjunker-Unteroffizier - 1. prosinec 1895
- Fähnrich - 18. leden 1896
- Leutnant - 3. březen 1897
- Oberleutnant - 13. květen 1905
- Hauptmann - 7. březen 1912
- Major - 19. květen 1916
- Oberstleutnant - 28. prosinec 1920
- Oberst - 1. února 1925
- Generalmajor - 1. února 1929
- Generalleutnant - 1. prosinec 1929
- General der Artillerie - 1. leden 1934
- Propůjčena hodnost Generaloberst - 28. únor 1938
- Generaloberst - 1. listopad 1939
- Generalfeldmarschall - 19. červenec 1940

### Významná vyznamenání
- Rytířský kříž železného kříže - 24. červen 1940
- Rytířský kříž bavorského vojenského řádu Maxe Josefa - 2. květen 1915
- Rytířský kříž domácího řádu Hohenzollernů s meči - (první světová válka)
- Rytířský kříž Řádu saského vévody Albrechta s meči (první světová válka)
- Rytířský kříž Řádu württemberské koruny s meči (první světová válka)
- Pruský železný kříž I. třídy - (první světová válka)
- Pruský železný kříž II. třídy - (první světová válka)
- Spona k pruskému železnému kříži II. třídy
- Spona k pruskému železnému kříži I. třídy
- Sudetská pamětní medaile se sponou Pražský hrad
- Horský odznak Wehrmachtu
- Kříž cti
- Bavorský vojenský záslužný kříž II. třídy - (první světová válka)
- Bavorská jubilejní medaile prince Luitpolda - (první světová válka)
- Bavorský vojenský záslužný řád III. třídy s meči - (první světová válka)
- Turecký železný půlměsíc - (první světová válka)
- Rakouský řád železné koruny III. třídy s válečným vyznamenáním - (první světová válka)
- Brémský hanzovní kříž - (první světová válka)
- Hamburský hanzovní kříž - (první světová válka)
- Velkovévodský Meklenbursko-Schwerinský služební vojenský kříž II. třídy - (první světová válka)
- |  |  |  Služební vyznamenání Wehrmachtu od IV. do I. třídy